# Hjärnarps landskommun
Hjärnarps landskommun var en tidigare kommun i dåvarande Kristianstads län.

## Administrativ historik
När 1862 års kommunalförordningar började gälla inrättades över hela landet cirka 2 400 landskommuner, de flesta bestående av en socken. Därutöver fanns 89 städer och 8 köpingar, som då blev egna kommuner.
Denna kommun bildades då i Hjärnarps socken i Bjäre härad i Skåne.
Vid kommunreformen 1952 bildade den storkommun genom sammanläggning med den tidigare kommunen Tåstarp.
Den 1 januari 1955 överfördes från Hjärnaps landskommun församling till Ängelholms stad och Rebbelberga församling fastigheterna Brödagården 1:3 och Bonstorp 2:4 omfattande en areal av 0,58 kvadratkilometer, varav allt land. Invånarna i området var sedan tidigare kyrkobokförda i Rebbelberga församling.
År 1971 gick hela området upp i Ängelholms kommun.
Kommunkoden 1952-1970 var 1143.

### Kyrklig tillhörighet
I kyrkligt hänseende tillhörde kommunen Hjärnarps församling. Den 1 januari 1952 tillkom Tåstarps församling.

## Geografi
Hjärnarps landskommun omfattade den 1 januari 1952 en areal av 86,08 km², varav 85,40 km² land.

### Tätorter i kommunen 1960
| Tätort   | Folkmängd |
| -------- | --------- |
| Hjärnarp | 426       |
| Tåstarp  | 222       |

Tätortsgraden i kommunen var den 1 november 1960 27,9 procent.

## Politik

### Mandatfördelning i valen 1938-1966
| 7 | 10 | 3 |

| 20 |

| 8 | 8 | 4 |

| 20 |

| 8 | 8 | 4 |

| 20 |

| 12 | 13 | 4 | 6 |

| 35 |

| 13 | 11 | 2 | 9 |

| 35 |

| 10 | 12 |  | 12 |

| 34 |

| 10 | 14 | 2 | 9 |

| 34 |

| 9 | 13 | 3 | 10 |

| 33 |